# لويد ماكديرموت
لويد ماكديرموت (بالإنجليزية: Lloyd McDermott)‏ هو لاعب اتحاد الرغبي ومحام بالقضاء العالي أسترالي، ولد في 11 نوفمبر 1939 في إيدزفولد في أستراليا، وتوفي في 6 أبريل 2019 في سيدني في أستراليا.